# Rheingauer Weinkönigin
Die  Rheingauer Weinkönigin ist die auf jeweils ein Jahr gewählte Repräsentantin des deutschen Weinbaugebietes Rheingau. Sie hat im Folgejahr die Möglichkeit, bei der Wahl der Deutschen Weinkönigin zu kandidieren. Bisher ging dieser Titel dreimal an den Rheingau.

## Bisherige Weinköniginnen
- 1950/51 – Gisela Trapp, Rüdesheim am Rhein
- 1951/52 – Elisabeth Quink, Hochheim
- 1952/53 – Mathilde Haas, Martinsthal
- 1953/54 – Anneliese Berg, Hattenheim
- 1954/55 – Anneliese Kapitain, Oestrich-Winkel
- 1955/56 – Gisela Sticker, Assmannshausen
- 1956/57 – Anna-Maria Michel, Merzhausen
- 1957/58 – Christiane Kitzinger, Wiesbaden-Nordenstadt
- 1958/59 – Elisabeth Korn, Rauenthal
- 1959 – Wilma Seyer (verh. Scholl), Kiedrich, (Deutsche Weinkönigin 1959/60)
- 1959/60 – Elfriede Lamm, Oestrich-Winkel
- 1960/61 – Gisela Göttert, Geisenheim
- 1961/62 – Christel Derstroff, Oestrich-Winkel
- 1962/63 – Hiltrude Querbach, Mülheim an der Ruhr
- 1964/65 – Annelie Perabo, Geisenheim
- 1965/66 – Christa Haber, Hemsbach
- 1966/67 – Rita Gietz (verh. Gietz), Johannisberg
- 1967/68 – Christel Beisgen, Oestrich-Winkel
- 1968/69 – Marika Gebhard, Martinsthal, (Deutsche Weinkönigin 1969/70)
- 1969/70 – Gerti Moos, Wiesbaden
- 1970/71 – Annemarie Rudersdorf, Kelkheim
- 1971/72 – Ulrike Seyffardt (verh. Neradt), Martinsthal, (Deutsche Weinkönigin 1972/73)
- 1972/73 – Angelika Hofmann, Neustadt-Haardt
- 1973/74 – Jutta Staab, Erbach
- 1974/75 – Emmy Eger, Oestrich-Winkel
- 1975/76 – Bärbel Eulberg, Rüdesheim am Rhein
- 1976/77 – Brigitte Kauter, Oestrich-Winkel
- 1977/78 – Angela Biehl, Oestrich-Winkel
- 1978/79 – Anna Idstein, Flörsheim-Wicker
- 1979/80 – Otti König, Assmannshausen
- 1980/81 – Andrea Faust, Johannisberg
- 1981/82 – Cornelia Bauer, Lindenholzhausen
- 1982/83 – Birgit Zell, Lorch
- 1983/84 – Beate Weilbächer, Hochheim am Main
- 1984/85 – Margarete Sauer, Eltville am Rhein
- 1985/86 – Judith Lang, Rüdesheim am Rhein
- 1986/87 – Christiane Unkelbach, Frauenstein
- 1987/88 – Marion Hirschmann, Oestrich-Winkel
- 1988/89 – Jutta Nikolai, Oestrich-Winkel
- 1989/90 – Bärbel Frosch, Mainz-Kostheim
- 1990–92 – Petra Trenz, Johannisberg
- 1992/93 – Nicole Dienst, Hochheim am Main (45. Deutsche Weinprinzessin 1993/94)
- 1993/94 – Simone Ettingshaus (verh. Ettingshaus-Barth), Johannisberg
- 1994/95 – Claudia Kühn, Oestrich-Winkel
- 1995/96 – Mirjam Löbig, Oestrich-Winkel
- 1996/97 – Anja Semmler, Oestrich-Winkel
- 1997/98 – Sandra Schäfer, Oestrich-Winkel
- 1998/99 – Catharina Ries, Eltville am Rhein
- 1999/00 – Christine Bickelmaier, Oestrich-Winkel
- 2000/01 – Salome Nies, Lorchhausen
- 2001/02 – Simone Wagner, Erbach
- 2002/03 – Elena Wagner, Rauenthal
- 2003/04 – Nadine Jäger, Rüdesheim
- 2004/05 – Daniela Wendling, Oestrich-Winkel
- 2005/06 – Sabrina Klassen, Lorch
- 2006/07 – Maresa Breuer, Rüdesheim
- 2007/08 – Michaela Hans, Johannisberg
- 2008/09 – Anna-Maria Mucke, Eltville am Rhein
- 2009/10 – Sarah Alt, Hallgarten
- 2010/11 – Madeleine Rossel, Eltville am Rhein
- 2011/12 – Elena Benischke, Martinsthal
- 2012/13 – Sabine Wagner, Hochheim am Main (65. Deutsche Weinprinzessin 2013/2014)
- 2013/14 – Julia Jakob, Martinsthal
- 2014/15 – Katharina Fladung, Oestrich-Winkel (67. Deutsche Weinprinzessin 2015/2016)
- 2015/16 – Louisa Follrich, Hattenheim
- 2016/17 – Stephanie Kopietz, Mainz-Kostheim
- 2017/18 – Tatjana Schmidt, Walluf
- 2018/19 – Katharina Bausch, Hattenheim
- 2019/20 – Valerie Louise Gorgus, Hattenheim
- 2020/21 –  Valerie Louise Gorgus, Hattenheim
- 2021/22 – Annika Walther, Hallgarten
- 2022/23 – Katja Föhr, Hallgarten
- 2023/24 – Viktoria Wolf, Hochheim am Main[1]
- 2024/25 – Lena Orth, Hallgarten